# Tennistoernooi van Rome 2007
|                                     |  |                                          |
| Rafael Nadal, winnaar bij de mannen |  | Jelena Janković, winnares bij de vrouwen |

Het tennistoernooi van Rome van 2007 werd van 7 tot en met 20 mei 2007 gespeeld op de gravelbanen van het Foro Italico in de Italiaanse hoofdstad Rome. De officiële naam van het toernooi was Internazionali BNL d'Italia.
Het tennistoernooi van Rome trok 124.271 toeschouwers.
Het toernooi bestond uit twee delen:
- ATP-toernooi van Rome 2007, het toernooi voor de mannen, van 7 tot en met 13 mei
- WTA-toernooi van Rome 2007, het toernooi voor de vrouwen, van 14 tot en met 20 mei

ATP-toernooi van Rome – WTA-toernooi van Rome

1990 · 1991 · 1992 · 1993 · 1994 · 1995 · 1996 · 1997 · 1998 · 1999 · 2000 · 2001 · 2002 · 2003 · 2004 · 2005 · 2006 · 2007 · 2008 · 2009 · 2010 · 2011 · 2012 · 2013 · 2014 · 2015 · 2016 · 2017 · 2018 · 2019 · 2020 · 2021 · 2022 · 2023 · 2024